# Lichtenwalde (Niederwiesa)
Lichtenwalde ist ein Ortsteil der Gemeinde Niederwiesa im Landkreis Mittelsachsen. Er wurde am 1. Januar 1996 eingemeindet. Das Wahrzeichen des Orts ist das Schloss Lichtenwalde.

## Geographie

### Geografische Lage und Verkehr

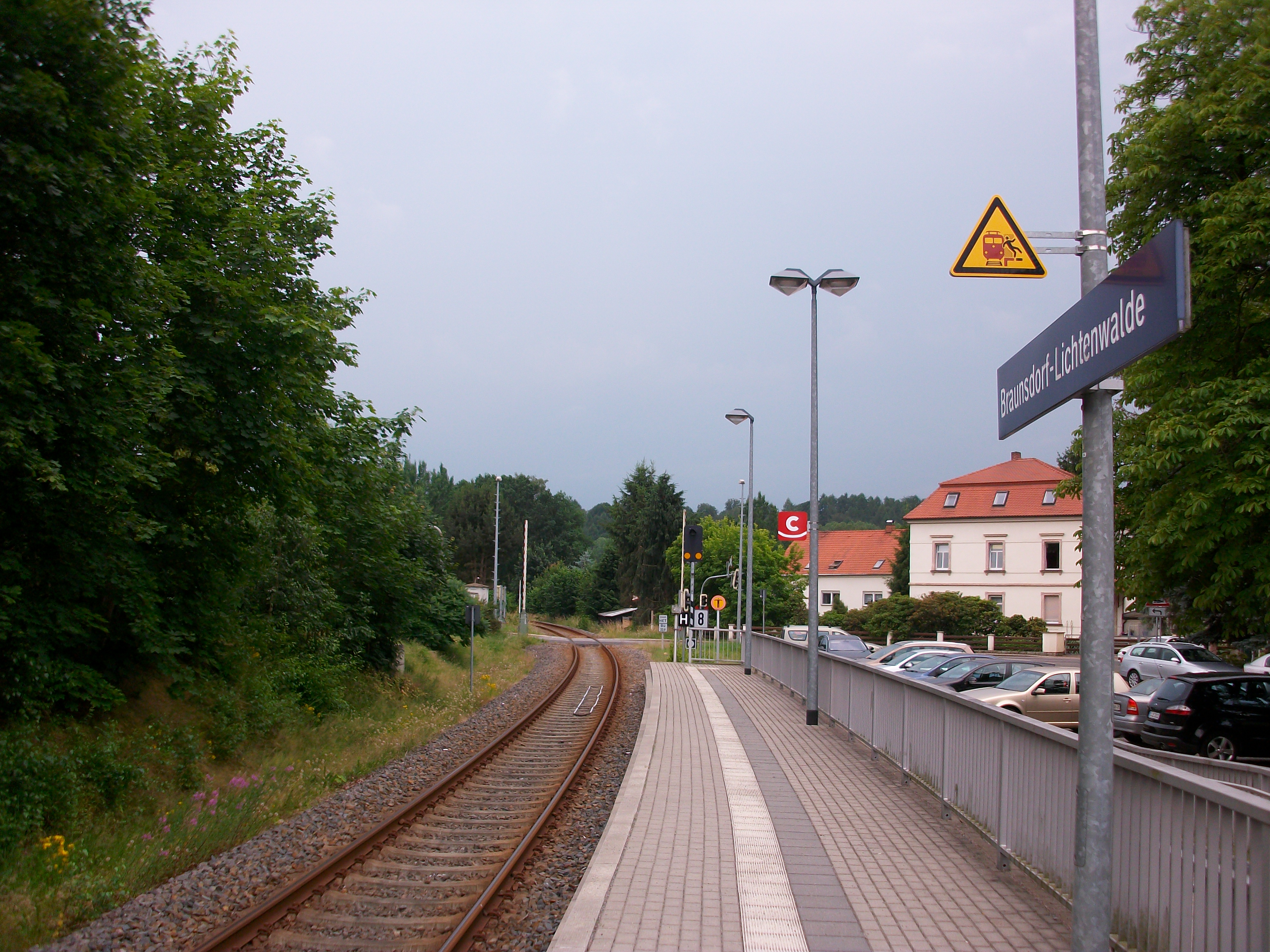
Haltepunkt Braunsdorf-Lichtenwalde, Blick Richtung Niederwiesa

Lichtenwalde befindet sich am steilen Westufer der Zschopau. Der Haltepunkt Braunsdorf-Lichtenwalde der Bahnstrecke Roßwein–Niederwiesa befindet sich am gegenüberliegenden Ufer der Zschopau auf Braunsdorfer Flur. Im Dezember 2004 wurde diese Bahnstrecke von der Chemnitzer City-Bahn als Vorlaufstrecke für die Chemnitzer Stadtbahn nach Hainichen wiedereröffnet. Nördlich von Lichtenwalde befinden sich der Harrasfelsen mit dem Harrastunnel.

### Nachbarorte
|           | Ortelsdorf                                  | Gunnersdorf           |
| Ebersdorf | Kompassrose, die auf Nachbargemeinden zeigt | Altenhain, Braunsdorf |
|           | Niederwiesa                                 |                       |

## Geschichte

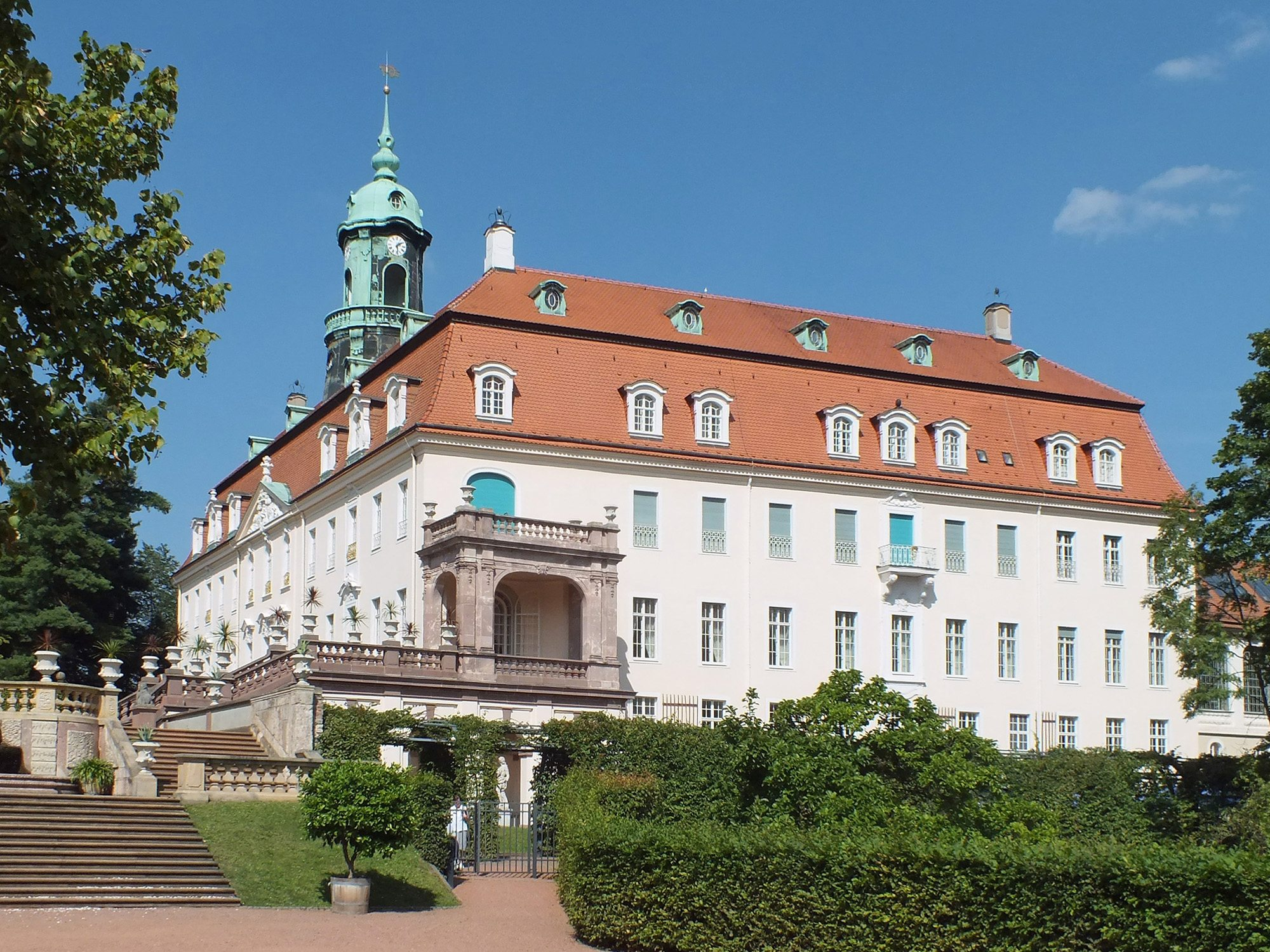
Schloss Lichtenwalde, Gartenseite

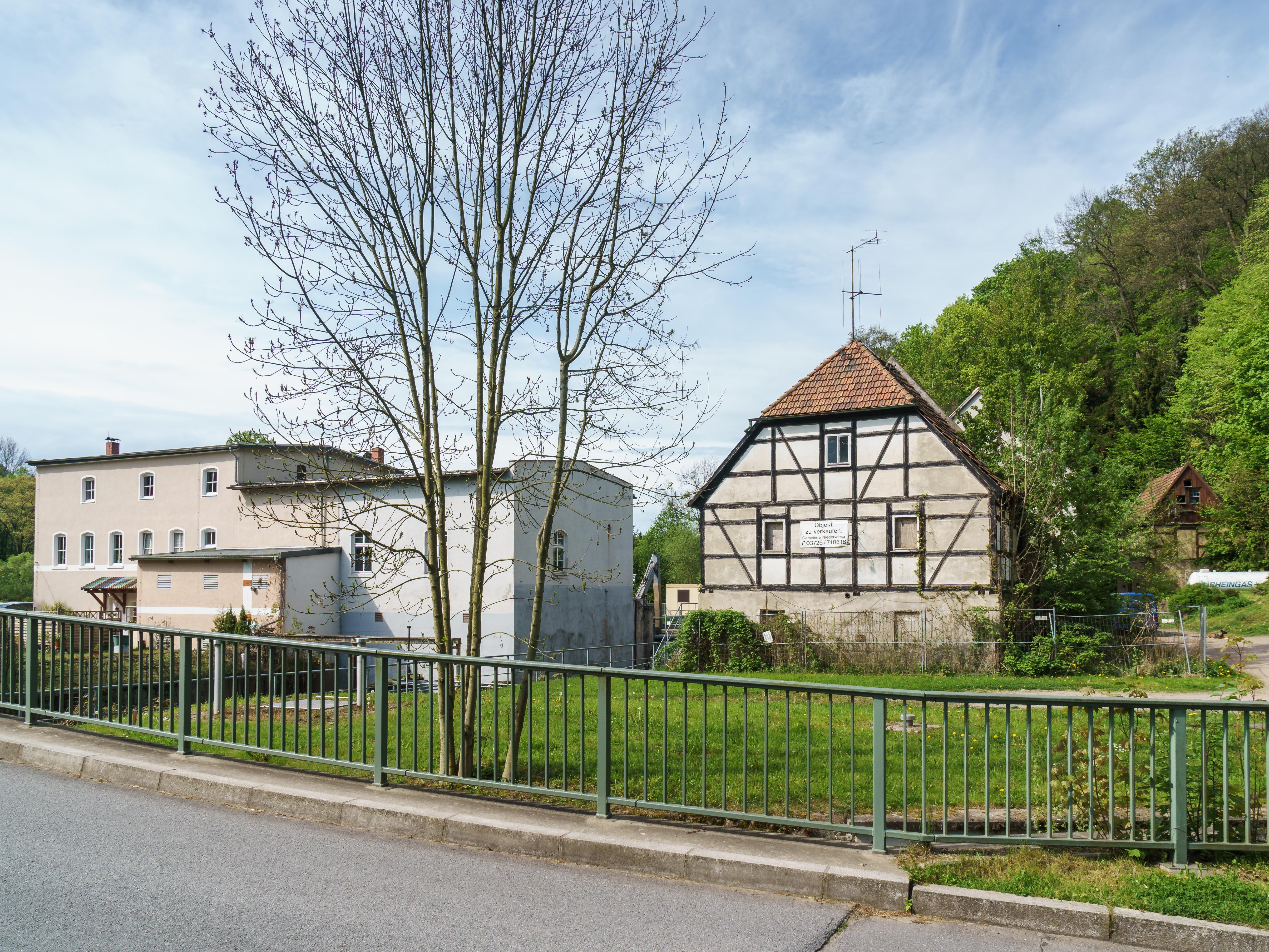
Lichtenwalde, Schlossmühle

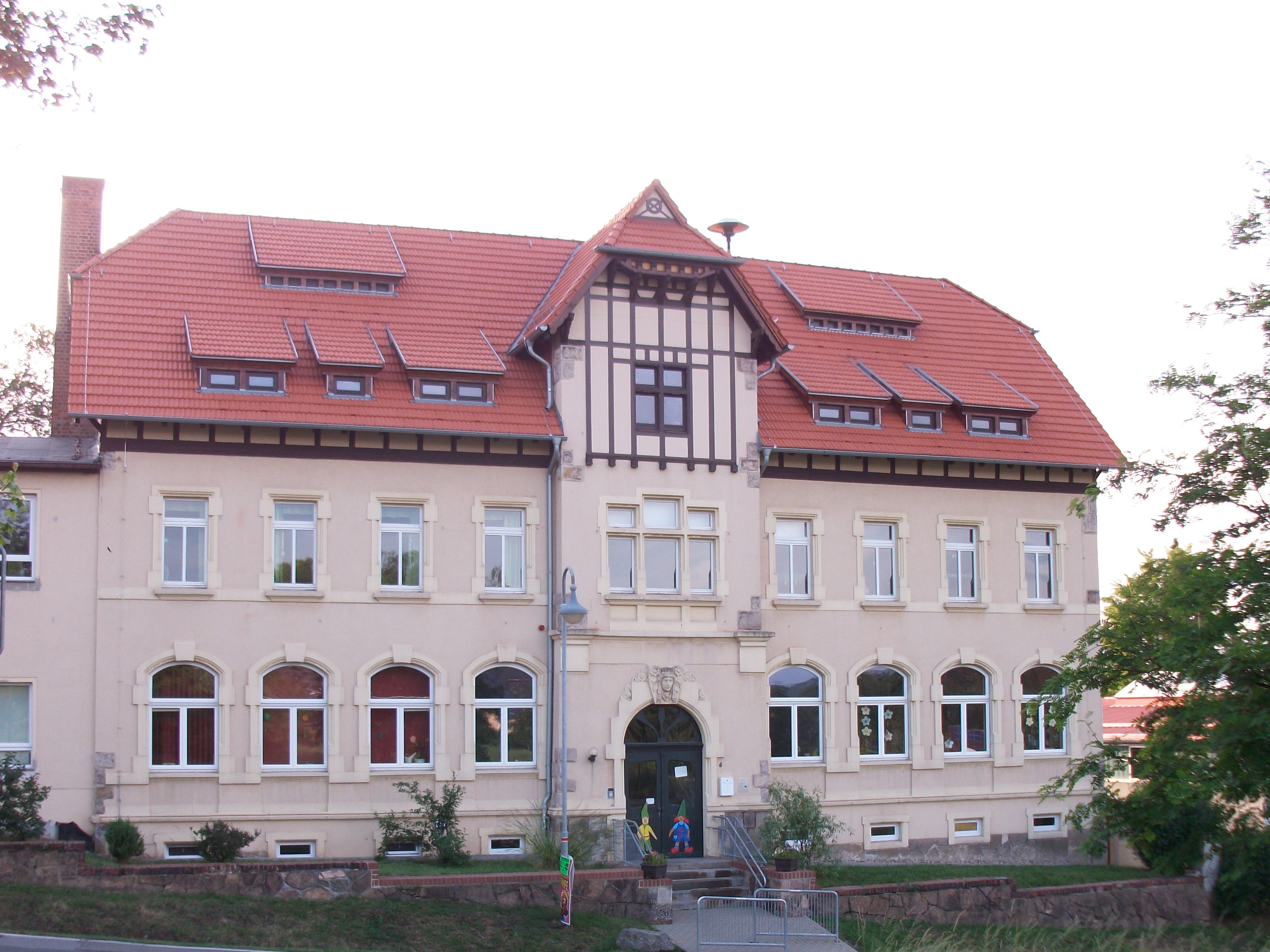
Ehemalige Schule Lichtenwalde

Am linken Ufer der Zschopau, 60 m über dem Tal gelegen, entstand um 1230 eine Burganlage. Als deren Erbauer gelten die Markgrafen von Meißen, die das ganze Umland südlich und westlich des Flusses schon einige Jahre zuvor von Rochlitz aus kolonisierten. Zunächst diente die Burg als Bollwerk gegen die nördlich und östlich angrenzenden reichsunmittelbaren Herrschaften Mildenstein und Schellenberg. Sie wurde von einem markgräflichen Kastellan verwaltet, in welcher Eigenschaft 1280 ein Ritter Heidenreich von Lichtenwalde fungierte. Die Burg Lichtenwalde war bis zum Jahr 1551 im Besitz verschiedener adliger Familien. Unter Eustachius von Harras wurde die alte Burg 1550 zu einem Wohnschloss umgebaut. Da er im Jahr 1561 ohne männliche Erben starb, fiel die Herrschaft Lichtenwalde an das Kurhaus Sachsen, welche das Gebiet in das landesherrliche Amt Lichtenwalde umwandeln ließ.
Um die Burg herum wurden im Jahr 1339 erstmals das Vorwerk, die Mühle und zwölf kleine Wirtschaften genannt. Die Gründung dieser Gebäude erfolgte sicherlich mit dem Burgaufbau zur Versorgung der Burgbesatzung. Die Grundherrschaft über die Gutssiedlung Lichtenwalde lag zeitweise beim Rittergut Lichtenwalde bzw. als Amtsdorf direkt beim kursächsischen Amt Lichtenwalde, das ab 1696 durch das kursächsische Amt Frankenberg-Sachsenburg und ab 1783 durch das kursächsische bzw. spätere königlich-sächsische Amt Augustusburg verwaltet wurde. Kirchlich gehört Lichtenwalde seit jeher zur Stiftskirche Ebersdorf. Im Jahr 1551 lebten im Ort 14 Gärtner, 6 Häusler und 11 Inwohner. Im Jahr 1722 erfolgte nach dem Abriss der alten Burg und des Schlosses aus der Zeit der Familie von Harras der Neubau des Barockschlosses Lichtenwalde.
Nach dem Ende der sächsischen Ämterverfassung 1856 lag Lichtenwalde im Zuständigkeitsbereich des Gerichtsamts Frankenberg und ab 1875 der Amtshauptmannschaft Flöha. Im Tal der Zschopau wurde der Haltepunkt Braunsdorf-Lichtenwalde in der Gemarkung Braunsdorf am 1. März 1869 mit dem Abschnitt Niederwiesa–Hainichen der Bahnstrecke Roßwein–Niederwiesa eröffnet. Nachdem der Barockgarten um 1870 zum größten Teil für die Bevölkerung geöffnet wurde, entwickelte sich Lichtenwalde zu einem beliebten Ausflugsziel.
Mit Albert Friedrich Vitzthum von Eckstädt und seinem Sohn Friedrich Vitzthum von Eckstädt, dem letzten sächsischen Oberstmarschall, waren namhafte Grundbesitzer in Lichtenwalde vertreten.
Im Juli 1945 beschlagnahmte die Rote Armee das Schloss Lichtenwalde und wies die letzte Schlossherrin Sibylle Gräfin Vitzthum von Eckstädt († 1951), die mehrere Flüchtlingsfamilien aufgenommen hatte, aus dem Haus. Während die alte Dame bis zu ihrem Tode eine neue Bleibe bei Freunden im Dorf Lichtenwalde fand, wurde das Schloss ausgeplündert und im Zuge der Bodenreform in der Sowjetischen Besatzungszone ab 1945 enteignet. Nach dem Abzug der Militärs im Jahre 1946 war das Mobiliar und die Porzellan- und Gemäldesammlung der Familie Vitzthum nicht mehr vorhanden. Das nun verstaatlichte Schloss wurde ab 1948 zunächst als Kurheim, dann als Tbc-Heilstätte genutzt. 1972 wurde im Haus eine Bildungseinrichtung des staatlichen Gesundheitswesens der DDR eingerichtet.
Durch die zweite Kreisreform in der DDR kam die Gemeinde Lichtenwalde im Jahr 1952 zum Kreis Flöha im Bezirk Chemnitz (1953 in Bezirk Karl-Marx-Stadt umbenannt), der ab 1990 als sächsischer Landkreis Flöha fortgeführt wurde und 1994 im Landkreis Freiberg bzw. im Jahr 2008 im Landkreis Mittelsachsen aufging. Am 1. Januar 1996 wurde Lichtenwalde nach Niederwiesa eingemeindet. 1990 ging das Schloss in den Besitz des wiedererrichteten Freistaates Sachsen über, der die Liegenschaft bis 1995 als Bildungszentrum des Sächsischen Staatsministeriums für Soziales nutzte. Mit dem Umzug der Schule in das neu errichtete Bildungszentrum in Niederbobritzsch stand das Schloss zunächst leer, seit 1999 wird es als Museum genutzt.

## Sehenswürdigkeiten

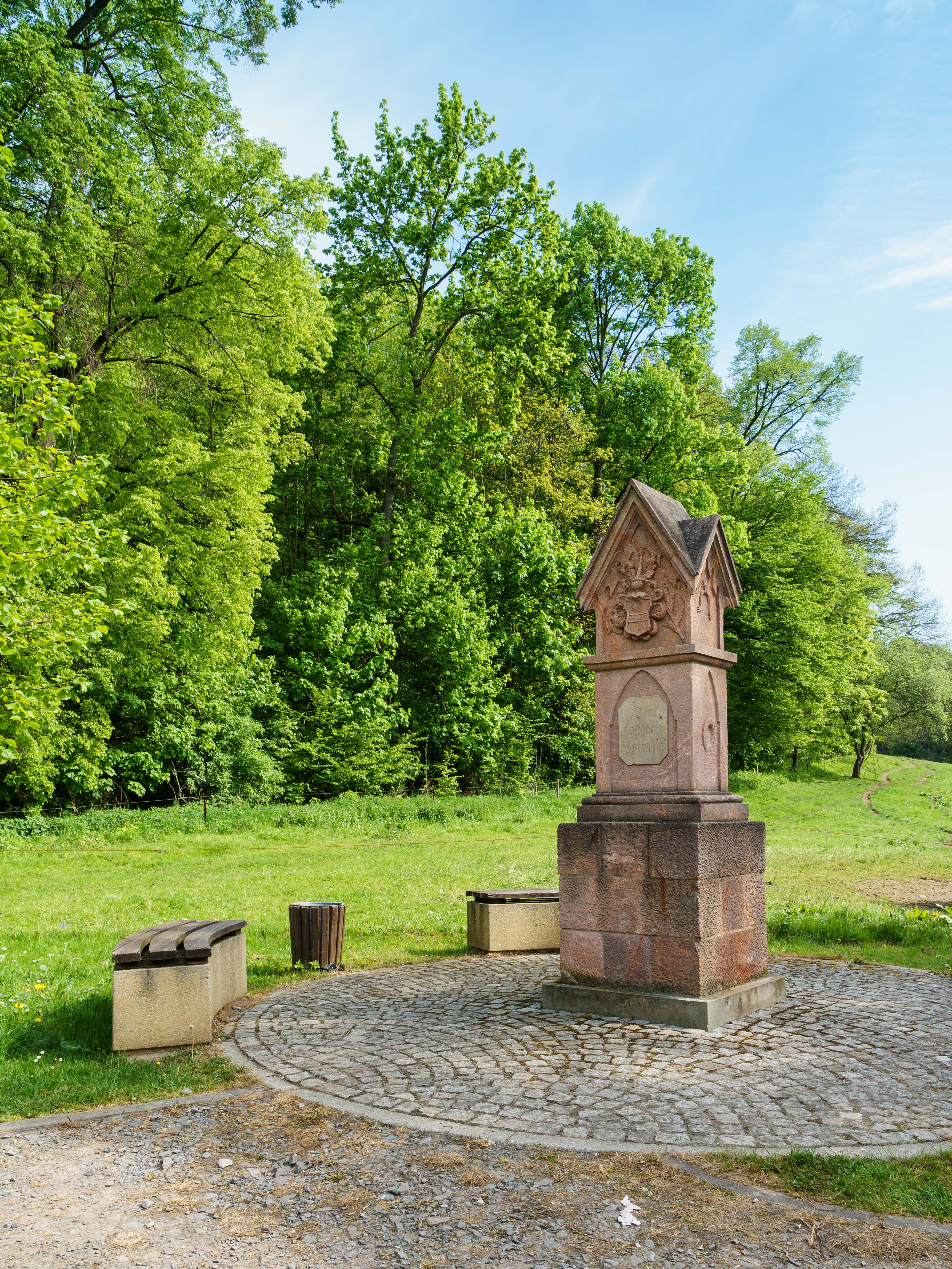
Harrasdenkmal

- Schloss Lichtenwalde mit Schlosspark
- Harrasdenkmal
- Schlossmühle